# Egypt (Arkansas)
Egypt – miasto w Stanach Zjednoczonych, w stanie Arkansas, w hrabstwie Craighead.